# Marc Tarpenning
Marc Tarpenning (Sacramento, 1º giugno 1964) è un ingegnere e imprenditore statunitense.
Ha co-fondato Tesla Inc. (precedentemente chiamata Tesla Motors) con Martin Eberhard nel 2003. Marc ha ricoperto il ruolo di Chief Financial Officer (CFO) e successivamente Vice Presidente (di Electrical Engineering) di Tesla fino al 2008.

## Primi anni di vita
Marc Tarpenning è nato a Sacramento, in California, il 1º giugno 1964. Più tardi entrò all'Università della California - Berkeley e conseguì una laurea in Scienze informatiche nel 1985.

## Carriera
Dopo essersi laureato a Berkeley, Tarpenning ha trascorso diversi anni lavorando per Textron in Arabia Saudita.
Nel 1997, Tarpenning e Martin Eberhard hanno fondato NuvoMedia, una società che ha costruito un primo e-book, il RocketBook, nel 1998. Nel 2000, Gemstar-TV Guide International ha acquisito NuvoMedia per $ 187 milioni.
Nel 2003, Tarpenning e Martin Eberhard hanno collaborato nuovamente e fondato Tesla Motors (ora Tesla Inc.). I due co-fondatori hanno finanziato la società fino all'inizio del 2004, quando Elon Musk guidò il round di finanziamento della Serie A da $ 7,5 milioni nel febbraio 2004 e divenne il presidente del consiglio di amministrazione. Tarpenning ha continuato a servire come Chief Financial Officer (CFO) e in seguito Vice President of Electrical Engineering a Tesla fino al 2008.
Dopo aver lasciato Tesla, Tarpenning iniziò a servire come consulente o membro del comitato consultivo di diverse società, compresa la sua alma mater (progetto SkyDeck, UC Berkeley).